# 九龍巴士25線
九龍巴士25線是香港一條已停駛的九龍市區巴士路線。

## 歷史
- 1975年6月16日：投入服務，原路線為來往尖沙咀碼頭至啟德機場（現址為協調道），祗於早上及黃昏繁忙時間服務。
- 1975年1月：延長為來往尖沙咀碼頭至啟德機場（貨運站）。
- 1985年7月8日：永久停駛，由5D線繞經啟德機場貨運站（現址為機電工程署總部大樓）取代。

## 行車資料

### 行車路線
尖沙咀碼頭開途經：梳士巴利道、漆咸道南、馬頭圍道、馬頭涌道、太子道東及啟東道
啟德機場（貨運站）開途經：啟東道、太子道東、馬頭涌道、馬頭圍道、漆咸道南及梳士巴利道